# Рылов, Николай Евлампиевич
Николай Евлампиевич Рылов — советский хозяйственный, государственный и политический деятель.

## Биография
Родился в 1911 году в селе Пономарёвка Оренбургской губернии. Член КПСС.
С 1929 года — на хозяйственной, общественной и политической работе. В 1929—1946 гг. — фрезеровщик, мастер, старший мастер на Куйбышевском станкостроительном заводе, начальник цеха Сызранского локомобильного завода, участник Великой Отечественной войны, председатель исполкома Сызранского городского Совета депутатов, первый секретарь Сызранского горкома КПСС.
Делегат XIX съезда КПСС.
Умер до 1985 года.